# La Houssière
La Houssière é uma comuna francesa na região administrativa de Grande Leste, no departamento de Vosges. Estende-se por uma área de 19,54 km². Em 2010 a comuna tinha 585 habitantes (densidade: 29,9 hab./km²).